# Bernard Graczyk
Bernard Graczyk est un 
acteur belge.

## Filmographie partielle

### Cinéma
- 2010 : Marieke, Marieke : Jean
- 2009 : Diamant 13 : le prètre
- 2003 : En territoire indien : Un gangster
- 2000 : Le Dernier Plan : Pavel
- 1988 : Jaune revolver : L'employé de la morgue
- 1995 : Le Nez au vent
- 1983 : La Fuite en avant :Jeune homme
- 1982 : Van de koele meren des doods (film) (en) :Bedelaar
- 1981 : Zone surveillée (court métrage)
- 1967 : Le Départ : le collègue du salon de coiffure

### Télévision
- 2015 : Alex Hugo : Jean Bravière
- 2014 : Toi que j'aimais tant
- 2012 : Les Pirogues des hautes terres
- 2010 : 35 kilos d'espoir
- 2007 : Les Oubliées : Monsieur Fontrave
- 2007 : Monsieur Joseph : Fayard
- 2002 : Passage du bac : Le prof de théâtre